# Nosferatu (албум)
Носферату (енгл. Nosferatu) је први соло албум који је објавио Хју Корнвел, док је још био члан групе Стренглерс. Албум је изашао 1979. године и направљен је у сарадњи са Робертом Вилијамсом (Robert Williams). Сингл плоча скинута са овог албума била је „Бела Соба“ (White Room), обрада песме групе Крим (Cream).

## Списак песама
-{
1. Nosferatu
2. Losers In a Lost World
3. White Room
4. Irate Caterpillars
5. Rythmic Itch
6. Wired
7. Big Bug
8. Mothra
9. Wrong Way Round
10. Puppets}-